# Bonnie and Clyde (phim)
Bonnie and Clyde là một bộ phim điện ảnh đề tài hình sự tiểu sử của Mỹ năm 1967 do Arthur Penn làm đạo diễn, với sự góp mặt của hai diễn viên Warren Beatty và Faye Dunaway trong hai vai chính Clyde Barrow và Bonnie Parker. Phim còn có sự tham gia diễn xuất của Michael J. Pollard, Gene Hackman và Estelle Parsons. Kịch bản phim được chắp bút bởi David Newman và Robert Benton. Robert Towne và Beatty tuy có góp phần xây dựng kịch bản nhưng không được ghi công, còn Beatty là nhà sản xuất của bộ phim. Phần nhạc nền phim được đảm nhiệm bởi Charles Strouse.
Bonnie and Clyde được coi là một trong những tác phẩm điện ảnh đầu tiên của kỉ nguyên New Hollywood, tạo nên bước ngoặt cho lịch sử điện ảnh. Phim phá vỡ nhiều điều cấm kỵ trong điện ảnh và đối với một bộ phận thành viên của trào lưu phản văn hóa lúc bấy giờ, tác phẩm được ví như một "lời kêu gọi triệu tập quần chúng". Thành công của bộ phim còn thúc đẩy các nhà làm phim khác tỏ ra cởi mở hơn để khai thác những yếu tố bạo lực và tình dục trong những tác phẩm của mình. Cái kết của phim mang tính biểu tượng như là "một trong cảnh chết đẫm máu nhất trong lịch sử điện ảnh".
Bonnie and Clyde đoạt hai giải Oscar cho các hạng mục nữ diễn viên phụ xuất sắc nhất (Parsons) và Quay phim xuất sắc nhất (Burnett Guffey). Tác phẩm còn nằm trong 100 bộ phim điện ảnh đầu tiên được lựa chọn bảo tồn tại Viện lưu trữ phim quốc gia Hoa Kỳ nhờ vai trò "quan trọng về mặt văn hóa, lịch sử và thẩm mỹ".

## Cốt truyện
Giữa thời buổi đại khủng hoảng, Bonnie Parker (Dunaway) và Clyde Barrow của vùng Texas gặp gỡ nhau khi Clyde cố gắng lấy trộm xe của mẹ cô. Vì chán nản với công việc làm bồi bàn, Bonnie bị Clyde quyến rũ và rồi quyết định cùng anh lên đường và trở thành đối tác của anh trên hành trình tội phạm. Họ đã tiến hành một số vụ cướp không vũ trang trót lọt, nhưng vì còn thiếu chuyên nghiệp cũng như tùy lúc cao hứng mà những vụ cướp của họ không đem lại nhiều lợi nhuận lắm.
Cặp đôi dần chuyển sang hình thái phạm tội có tổ chức hơn khi kết nạp một nhân viên trạm bơm xăng tên C.W. Moss. Tiếp đó anh trai của Clyde là Buck cùng bà vợ – con gái của một nhà truyền giáo Blanche cùng gia nhập băng cướp. Hai người phụ nữ không hề ưa nhau ngay từ lần đầu gặp nhau và những mâu thuẫn giữa họ nảy sinh ngày một lớn dần. Blanche không nghĩ gì khác ngoài sự khinh bỉ dành cho Bonnie, Clyde và C.W., còn Bonnie thấy bộ dạng gàn dở của Blanche giống như một mối nguy hiểm thường trực với sự sống còn của băng đảng.
Bonnie và Clyde chuyển từ những vụ trộm nhỏ sang cướp ngân hàng chuyên nghiệp. Những vụ án của họ ngày càng trở nên bạo lực hơn. Trong lúc C.W. đỗ xe để hỗ trợ vụ cướp ngân hàng, Clyde đã bắn vào mặt ông chủ ngân hàng sau khi ông này cố nhảy lên chiếc xe của băng đang tìm cách chạy trốn. Băng đảng bị cơ quan chức năng truy đuổi gắt gao, trong đó có kiểm lâm vùng Texas Frank Hamer, dù vậy Hamer đã bị băng Barrow phát hiện và bắt giữ, kế đó bị họ làm nhục rồi mới được thả đi. Không lâu sau, cảnh sát bất ngờ tiến hành một cuộc đột kích vào băng Barrow lúc họ không kịp phòng bị, kết quả là Buck dính một vết bắn chí mạng ở đầu, còn Blanche bị thương nhẹ. Trong khi đó hội Bonnie, Clyde và C.W. may mắn tẩu thoát và còn sống. Trong khi Blanche bị cảnh sát bắt giữ trong tình trạng băng bịt quanh mắt, bà đã bị Hamer lừa tiết lộ ra tên của C.W. – người cho đến lúc đó vẫn là một nghi phạm mà cảnh sát chưa rõ danh tính.
Harmer phát hiện ra hội Bonnie, Clyde và C.W. đang ẩn náu tại nhà cha của C.W., ông Ivan. Vì cho rằng hai vợ chồng Bonnie và Clyde đã làm cho con trai mình hư hỏng, Ivan đã đưa ra thỏa thuận với Harmer: nhằm đổi lấy tự do cho con trai mình, ông sẽ giúp cảnh sát đặt bẫy hai vợ chồng kia. Khi Bonnie và Clyde dừng chân bên đường để giúp Ivan sửa chiếc lốp xe bị hỏng, hội cảnh sát nấp trong bụi cây ra hiệu rồi cùng xả súng liên hồi vào hai cặp vợ chồng. Harmer cùng đội vũ trang của mình bước ra khỏi chỗ nấp và nhìn kĩ vào thi thể của hai tên cướp sau khi đàn chim én gần đó bay đi.

## Phân vai
- Warren Beatty - vai Clyde Barrow
- Faye Dunaway - vai Bonnie Parker
- Michael J. Pollard - vai C.W. Moss
- Gene Hackman - vai Buck Barrow

Warren Beatty và Faye Dunaway trong vai Bonnie và Clyde

- Estelle Parsons - vai Blanche Barrow
- Denver Pyle - vai Frank Hamer
- Dub Taylor - vai Ivan Moss
- Gene Wilder - vai Eugene Grizzard
- Evans Evans - vai Velma Davis
- Mabel Cavitt - vai mẹ Bonnie

## Sản xuất và phong cách
Bonnie and Clyde vốn được dự định sẽ là một phiên bản lãng mạn và hài hước của dòng phim gangster bạo lực ở thập niên 1930, đồng thời cập nhật cả những kĩ thuật làm phim hiện đại. Arthur Penn miêu tả một số cảnh bạo lực với màu sắc hài hước, đôi khi gợi nhớ đến những bộ phim theo lối hài slaptick của Keystone Kops, để rồi chuyển trạng thái một cách bất ổn sang những màn bạo lực trần trụi và khủng khiếp. Phim còn cho thấy bị chịu ảnh hướng lớn từ những đạo diễn của trào lưu new wave của Pháp, cả ở cách chuyển đổi tông điệu nhanh chóng cũng như khâu biên tập linh hoạt của nó, đặc biệt đáng chú ý trong cảnh kết của phim. Những trang đầu tiên của kịch bản được soạn ra ở đầu thập niên 1960. Chịu ảnh hưởng từ những đạo diễn trào lưu new wave của Pháp, hai biên kịch David Newman và Robert Benton đã gửi bản thảo đầu tiên (dù chưa hoàn thành) đến đạo diễn Arthur Penn. Ông vừa tham gia sản xuất dự án phim The Chase (1966) và không thể góp mặt trong khâu xây dựng kịch bản cho Bonnie and Clyde. Bộ đôi biên kịch lại gửi kịch bản cho François Truffaut, một vị đạo diễn thuộc trào lưu new wave của Pháp và ông này cũng có vài đóng góp cho dự án. Tuy nhiên ông đã bàn giao dự án cho người khác bởi phải đạo diễn phim kế tiếp là Fahrenheit 451 (1966). Theo gợi ý của Truffaut, đội ngũ biên kịch rất phấn khích khi tiếp cận nhà làm phim Jean-Luc Godard, trong khi các nhà sản xuất thì ngược lại. Một số nguồn tin cho biết Godard không tin tưởng Hollywood và từ chối dự án; rồi Robert Benton tuyên bố Godard đã muốn ghi hình phim tại New Jersey vào tháng 1 lúc mùa đông. Nhà sản xuất dự án lúc đó là Norah Wright đã lên tiếng phản đối vì cho rằng yêu sách của Godard là bất hợp lý vì cốt truyện lấy bối cảnh tại Texas, nơi có khí hậu ấm áp quanh năm. Đồng nghiệp của Norah là Elinor Jones cũng phát biểu rằng cả hai đã không tin tưởng Godard ngay từ lúc bắt đầu dự án. Và Godard đáp lại bằng tiếng Pháp, "Je vous parle de cinéma, vous me parlez de météo. Au revoir" (Tôi đang nói chuyện điện ảnh còn bạn thì đang nói về thời tiết. Vậy chào tạm biệt nhé). Sau lễ trao giải Oscar 1968, Godard gửi cho Benton và Newman một sợi cáp ghi rằng "Giờ thì chúng ta thực hiện dự án lại từ đầu đi".
Ngay sau khi các cuộc đàm phán sản xuất rơi vào bế tắc, nam diễn viên Warren Beatty ghé thăm Paris và thông qua Truffaut ông hay tin về dự án. Trở lại Hollywood, ông đề nghị được đọc kịch bản và mua lại bản quyền. Buổi gặp mặt với Godard diễn ra không suôn sẻ. Beatty thay đổi cách tiếp cận của mình và thuyết phục các biên kịch rằng dù ở lần đầu đọc kịch bản ông thấy mang đậm chất new wave của Pháp, nhưng ông cho rằng một đạo diễn người Mỹ là cần thiết với dự án này. Beatty đã gửi lời mời làm đạo diễn cho George Stevens, William Wyler, Karel Reisz, John Schlesinger, Brian G. Hutton và Sydney Pollack nhưng tất cả họ đều từ chối cơ hội. Ngay cả Arthur Penn cũng từng từ chối dự án một vài lần trước khi Beatty cuối cùng thuyết phục được ông chỉ đạo bộ phim. Khi Beatty nắm cương vị nhà sản xuất duy nhất, nữ diễn viên và chị gái của ông là Shirley MacLaine trở thành ứng viên nặng ký để đóng Bonnie. Nhưng khi Beatty là người thủ vai Clyde, họ cần một nữ diễn viên khác để làm đối trọng với ông. Rồi những ứng viên khác được cân nhắc cho vai Bonnie như Jane Fonda, Tuesday Weld, Ann-Margret, Leslie Caron, Carol Lynley và Sue Lyon. Nữ minh tinh Cher cũng đi thử vai, và Beatty còn cầu xin Natalie Wood đóng Bonnie. Nhưng Wood từ chối nhận vai để tập trung trị liệu cho bản thân vào lúc đó, đồng thời thừa nhận rằng quãng thời gian làm việc với Beatty là rất "khó khăn". Sau này Faye Dunaway cho biết rằng cô đã suýt trượt vai nhưng sau cùng vẫn thành công.
Bonnie and Clyde là một trong những phim điện ảnh đầu tiên sử dụng nhiều pháo nổ – đó là những vụ nổ nhỏ thường đính kèm với những túi máu giả, được kích nổ bên trong quần áo của các diễn viên để giả vờ diễn ra cùng lúc với những phát đạn. Do được phát hành trong thời kì mà những cảnh quay nói chung được thể hiện ít đổ máu và không đau đớn, cảnh chết của Bonnie và Clyde là một trong những phân cảnh điện ảnh đại chúng đầu tiên của Mỹ tái hiện sự thật một cách trần trụi trên màn ảnh.

## So sánh với những sự kiện ngoài đời thật

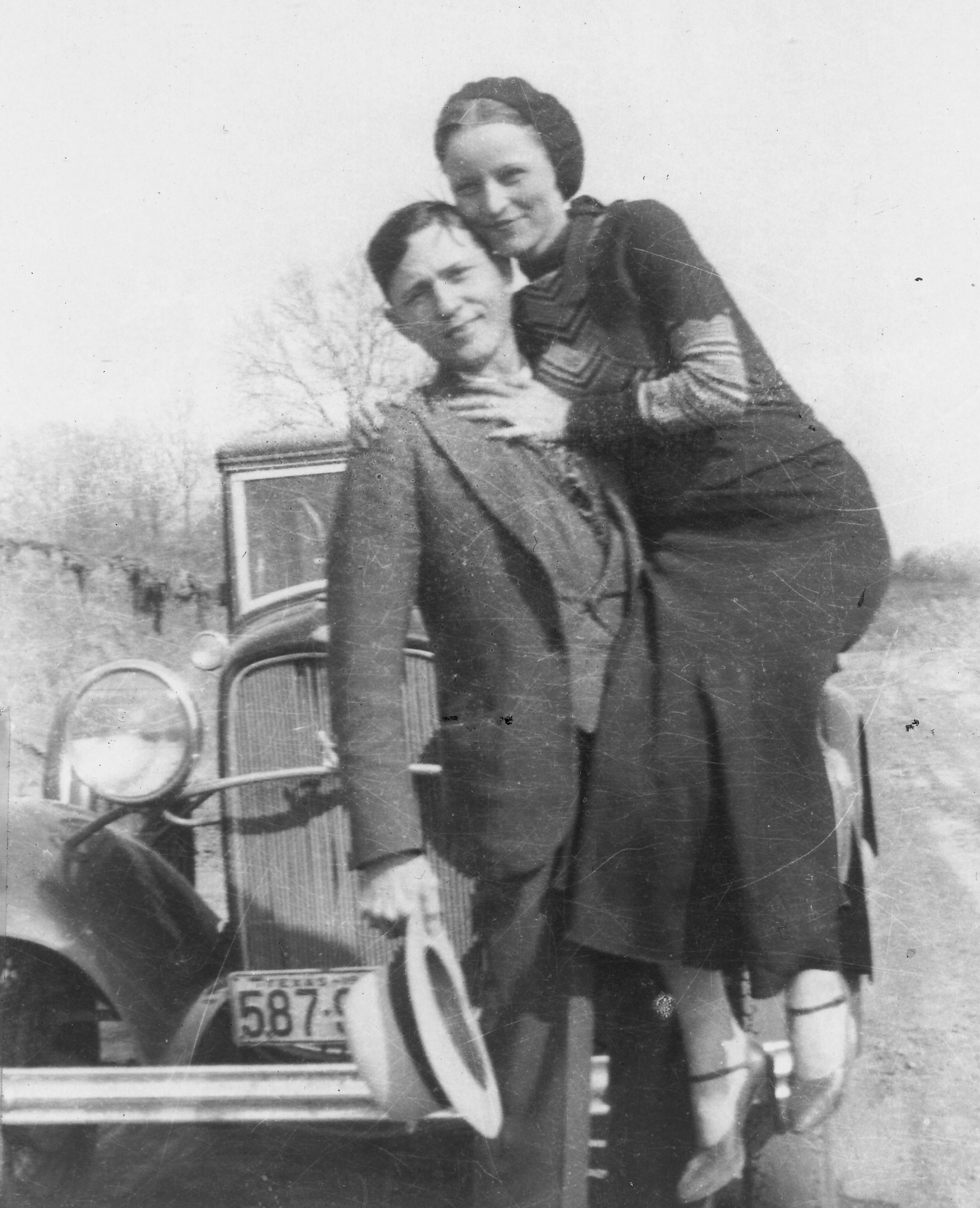
Vợ chồng Bonnie và Clyde ngoài đời thật vào tháng 3 năm 1933.

Bản phim điện ảnh đã lược giản đáng kể cuộc đời thật của Bonnie và Clyde cùng băng đảng của họ. Họ liên minh với các thành viên băng đảng khác, liên tục bị bỏ tù và thực hiện những vụ giết người khác. Trong một đoạn phim khi Bonnie và Clyde trốn thoát khỏi cuộc phục kích nhằm mưu sát Buck Barrow và Blanche, có thể thấy Bonnie bị đả thương bởi một viên phó cảnh sát trưởng và người này liền bị Clyde bắn chết. Còn ở ngoài đời thực, dù họ trốn thoát khỏi cuộc phục kích, không có sĩ quan cảnh sát nào bị giết dù cho từ tháng 6 năm 1933 đến tháng 4 năm 1934, băng Barrow đã tiến hành thủ tiêu ba sĩ quan tại Texas và Oklahoma. Trên đường chạy, bộ đôi dính phải một tai nạn ô tô khủng khiếp khiến Clyde bị bỏng nặng và gần như tàn phế. Phân cảnh giữa Wilder và Evans dựa trên vụ bắt cóc của băng Barrow với người làm nghề ma chay H.D. Darby và người quen của ông, bà Sophia Stone gần Ruston, Louisiana vào ngày 27 tháng 4 năm 1933; băng cướp cũng trộm luôn xe của Darby.
Phim đã bị coi là đi không sát thực tế với Frank Hamer khi miêu tả nhân vật này là một người thợ vụng về đầy oán hận sau khi bị vợ chồng Bonnie và Clyde bắt giữ, làm nhục rồi thả đi. Harmer ngoài đời thực là một viên kiểm lâm huyền thoại của Texas khi ông được thuyết phục bán nghỉ hưu để săn lùng cặp vợ chồng sát thủ. Ông chưa bao giờ gặp mặt trước khi ông cùng đội vũ trang phục kích và ám sát hai người này gần Gibsland, Louisiana vào ngày 23 tháng 5 năm 1934. Năm 1968, con trai và góa phụ của Hamer kiện các nhà làm phim vì tội phỉ báng sĩ quan quá cô thông qua nhân vật trong phim; vụ việc đã được đôi bên tự dàn xếp ngoài tòa án vào năm 1971.

## Đón nhận
Bonnie and Clyde đã dấy lên nhiều tranh cãi bởi tôn vinh quá rõ ràng những tên sát nhân và mức độ bạo lực trên màn ảnh – thứ chưa từng có tiền lệ lúc bấy giờ. Bosley Crowther của tờ The New York Times viết "Đây là một bộ phim hài slaptick ngụy tạo rẻ tiền, coi những hành vi cướp bóc đáng ghê tởm của cặp đôi dại khờ, lôi thôi đó như thể họ tràn ngập niềm vui và đùa giỡn, giống như những tên pha trò hề trong Thoroughly Modern Millie vậy." Cây bút tỏ ra ghê tởm đến mức khởi động một chiến dịch phản đối sự gia tăng bạo lực trong phim ảnh của Mỹ. Dave Kaufman của tạp chí Variety chỉ trích bộ phim vì hướng diễn biến thất thường và những màn hóa thân Bonnie và Clyde theo kiểu vụng về ngốc nghếch. Joe Morgenstern viết cho tờ Newsweek lúc đầu phê phán tác phẩm là "một phim có nhiều tiếng súng bắn liên hồi bẩn thỉu làm người ta trở nên ngu ngốc". Sau khi thưởng thức phim lần thứ hai và để ý thấy sự hưởng ứng nhiệt tình của khán giả, ông viết thêm một bài đánh giá nữa rằng ông đã đánh giá sai bộ phim và khen ngợi nó. Hãng Warner Bros. đã tận dụng điểm này để ra chiến lược tiếp thị rằng bộ phim đã làm thay đổi suy nghĩ của một phê bình gia uy tín về những ưu điểm của tác phẩm.
Roger Ebert đã chấm Bonnie and Clyde vô cùng tích cực với bài đánh giá hoàn hảo 4/4 sao. Ông thấy rằng phim là "một cột mốc trong lịch sử điện ảnh Mỹ, một tác phẩm trần trụi và xuất chúng." Ông tiếp lời, "Đây còn là một tác phẩm tàn nhẫn đến cay nghiệt, đong đầy sự đồng cảm, niềm vui, sự ghê tởm, gây đau lòng và tuyệt đẹp đến đáng kinh ngạc. Có chăng nếu những từ trên không được xâu chuỗi với nhau, có lẽ là bởi phim không phản ảnh đầy đủ toàn bộ cuộc sống của con người một cách đa chiều." Hơn 30 năm sau, Ebert vẫn cho tác phẩm vào tuyển tập The Great Movies của mình. Hai phê bình gia là Dave Kehr và James Berardinelli cũng hết lời ca ngợi bộ phim.
Bộ phim có màn thể hiện tốt tại thị trường bán vé, và đến cuối năm đã thu về 23 triệu USD doanh thu nội địa. Phim trở thành tác phẩm ăn khách thứ hai mọi thời đại của xưởng phim sau My Fair Lady. Trang web Listal còn liệt Bonnie and Clyde nằm top 5 bộ phim điện ảnh của năm 1967 với 50,7 triệu USD doanh thu nội địa và 70 triệu USD doanh số toàn cầu. Dù cho nhiều người tin rằng bức tranh bạo lực gây đột phá góp phần thể hiện giá trị nghệ thuật của phim, Bonnie and Clyde đôi khi vẫn bị phê phán vì cổ xúy cho bạo lực được thể hiện tràn lan trên màn ảnh rộng và truyền hình về sau. Phim nhận "Chứng chỉ tươi" – 87% trên trang Rotten Tomatoes dựa trên 60 bài đánh giá. Các chuyên gia của trang web nhất trí rằng, "Là một tác phẩm kinh điển thay đổi bộ mặt của điện ảnh Mỹ, Bonnie and Clyde tung ra một đòn đấm với sức mạnh vang dội xuyên qua những thước phim giật gân hàng thập kỷ sau này."

### Giải thưởng và đề cử
- Nữ phụ xuất sắc nhất - Estelle Parsons
- Giải Oscar cho quay phim xuất sắc nhất - Burnett Guffey

Đề cử
- Phim hay nhất
- Đạo diễn xuất sắc nhất - Arthur Penn
- Kịch bản gốc - David Newman & Robert Benton
- Nam chính xuất sắc nhất - Warren Beatty
- Nữ chính xuất sắc nhất - Faye Dunaway
- Nam phụ xuất sắc nhất - Michael J. Pollard
- Nam phụ xuất sắc nhất - Gene Hackman
- Thiết kế trang phục - Theadora Van Runkle

### Tôn vinh
Năm 1992, Bonnie and Clyde được lựa chọn bảo tồn trong Viện lưu trữ phim quốc gia Hoa Kỳ nhờ vai trò "quan trọng về mặt văn hóa, lịch sử và thẩm mỹ".
Danh sách của Viện phim Mỹ

- 1998 - 100 phim hay nhất - #27
- 2001 - 100 phim rùng rợn và ly kỳ - #13
- 2002 - 100 phim tình cảm - #65
- 2003 - 100 anh hùng và kẻ phản diện
  - Clyde Barrow & Bonnie Parker - Kẻ phản diện #32
- 2005 100 câu thoại đáng nhớ trong phim:
  - "We rob banks." - #41
    - Tạm dịch: Chúng tôi cướp nhà băng.
- 2007 - 100 phim hay nhất (đính chính) - #42
- 2008 - 10 phim hay nhất thuộc 10 thể loại - #5 Phim gangster